# 坎納拉人
坎納拉人，又譯作坎納達人或卡納達人。為南亞印度民族之一，為卡納塔克邦的主要人口。

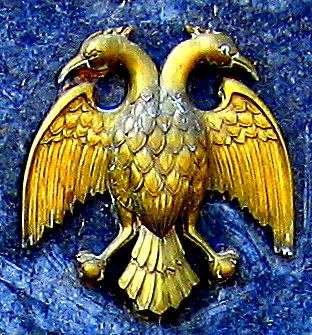
[https://en.wikipedia.org/wiki/Gandaberunda 卡納塔克邦會徽

## 民族分佈、人口與語言

### 分布
坎納拉人大部分分布於卡納塔克邦，另有一部分人住在安得拉邦、馬哈拉什特拉邦、泰米爾納德邦和其他鄰近地區。
卡納塔克邦（於1973年前原名邁索爾），位於南亞次大陸的西部海岸。它的北部是果阿邦和馬哈拉施特拉邦，東部是泰倫加納邦，東南部是泰米爾納德邦，南部是喀拉拉邦，西部是阿拉伯海。該邦從北向南延伸約420英里（675公里），從東向西延伸約300英里（480公里）。它的海岸線綿延約200英里（320公里）。
首府是班加羅爾，靠近東南邊境，在1947年印度獨立之前，邁索爾是一個繁榮和進步的內陸王侯州，面積不到30,000平方英里（78,000平方公里）。1953年和1956年政府將其他領土移交給該邦，使該邦成為海上出口，並大大擴展了其邊界。1973年，該邦改名為卡納塔克，意為“崇高的土地”，面積大約74,051平方英里（191,791平方公里）。

### 人口
現今總人口數約為4500萬人。（1970年約2200萬人，1988年約3200萬人，2011年約4400萬人）

### 語言
主要使用坎納拉語(Kannada)，（[ˈkʌnːəɖɑː]），又译坎纳达语、卡納達語、埃纳德语（ kannaḍa），是印度卡纳塔克邦的官方语言，屬於達羅毗荼語系南方語族、德拉威語言，其文字系由梵文天城體演化而来，有自己的書面語言和文學。另外有泰盧固語、馬拉地語和泰米爾語使用者廣泛分布於定居點邊境地區，在卡納塔克邦附近的州也會使用坎納拉語。21世紀初的人口普查數據顯示，約有3800萬人將坎納拉語作為第一語言，另外有900萬到1000萬人認為此語言是第二語言。截至2001年，現代坎納拉語被認為是世界上使用最廣泛的30種語言之一。
2008年，印度政府授予坎納拉語古典語言的地位。坎納拉語有34個輔音和13個元音，與德拉威語言一樣，坎納拉語的規範詞序是S-O-V（主語 - 賓語 - 動詞），是一種高度變化的語言，有三種性別（男性，女性，中性或常見）和兩種數字形式（單數和複數）。在特定語法當中，性別、數量、時態以及其他方面都會有所變化。

### 坎納拉民族旗

坎納拉民族旗

坎納拉民族旗是由水平的兩個色塊組成，上部分為黃色，下部分為紅色。這面旗幟不代表任何官方機構，但今日因代表文化和福利的象徵而被接受。此旗幟最初是由一位班加羅爾的作家、記者與社會活動家Ma Ramamurthy設計而成，通常被認為是1960年代坎那拉運動的代表。它也是1974年至2018年間非官方的卡納塔克邦旗幟。它被認定是卡納塔克邦、坎那拉人的象徵，而卡納塔克邦新的三色邦旗即是融合了坎那拉民族旗，於2018年3月8日由卡納塔克邦政府設計並採用，以顯示對於坎那拉的認同及團結。

## 地理環境

### 地理

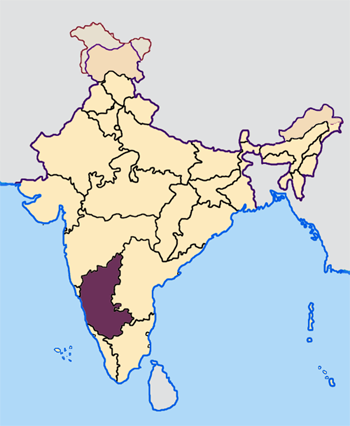
卡納塔克邦在印度的位置

其主要居住地區卡納塔克邦的地形可以分為以下三个地带
- 濱海地带，處於西卡特山脈與阿拉伯海之间，海拔低，雨量中等到大。長约320公里，宽48-64公里。
- 西高止山脈，平均高度為海拔900米，雨量中等到大。[9]
- 德干高原，處於内地，氣候乾燥，雨量小。

卡納塔克邦是印度各州平均海拔最高的地方之一，海拔1500英尺。沿海平原為馬拉巴爾海岸的北部延伸，有沙丘分布於內陸的小型沖積平原和潟湖之中。1928年5月23日，賴久爾縣的最高記錄溫度為45.6°C（114.08°F）。1918年12月16日，比德爾縣的最低記錄溫度為2.8°C（37.04°F）。
在這個地區，地表下的火山岩生成了一種稱為黑棉土(regur)的土壤，這是印度地區一種富含腐殖質的棉花種植黑土。相比之下，相鄰的卡納塔克高原的土壤的特徵是高滲水性和低肥沃度，少數的河流盆地除外。沿海平原的土壤則含有來自內陸地區富含鐵質的粘土和海岸的沙質沖積礦床。

### 氣候
屬亞熱帶氣候，分為冬季（1月和2月）、夏季（3月至5月）、西南季風期間（6月至9月）和季風後（10月至12月）季節。冬季最高日常溫度達到華氏80度（低於攝氏30度），而夏季溫度則升至華氏100度（約攝氏40度）。年降水量範圍從較乾燥地區的大約20英寸（500毫米）到沿海平原最潮濕地區的近160英寸（4,000毫米）。該州大部分年降水量在6月至9月之間; 剩下的大部分是由季風季節後較為微弱的東北季候風帶來的，因此冬季較為乾燥。

## 歷史沿革

### 帝國

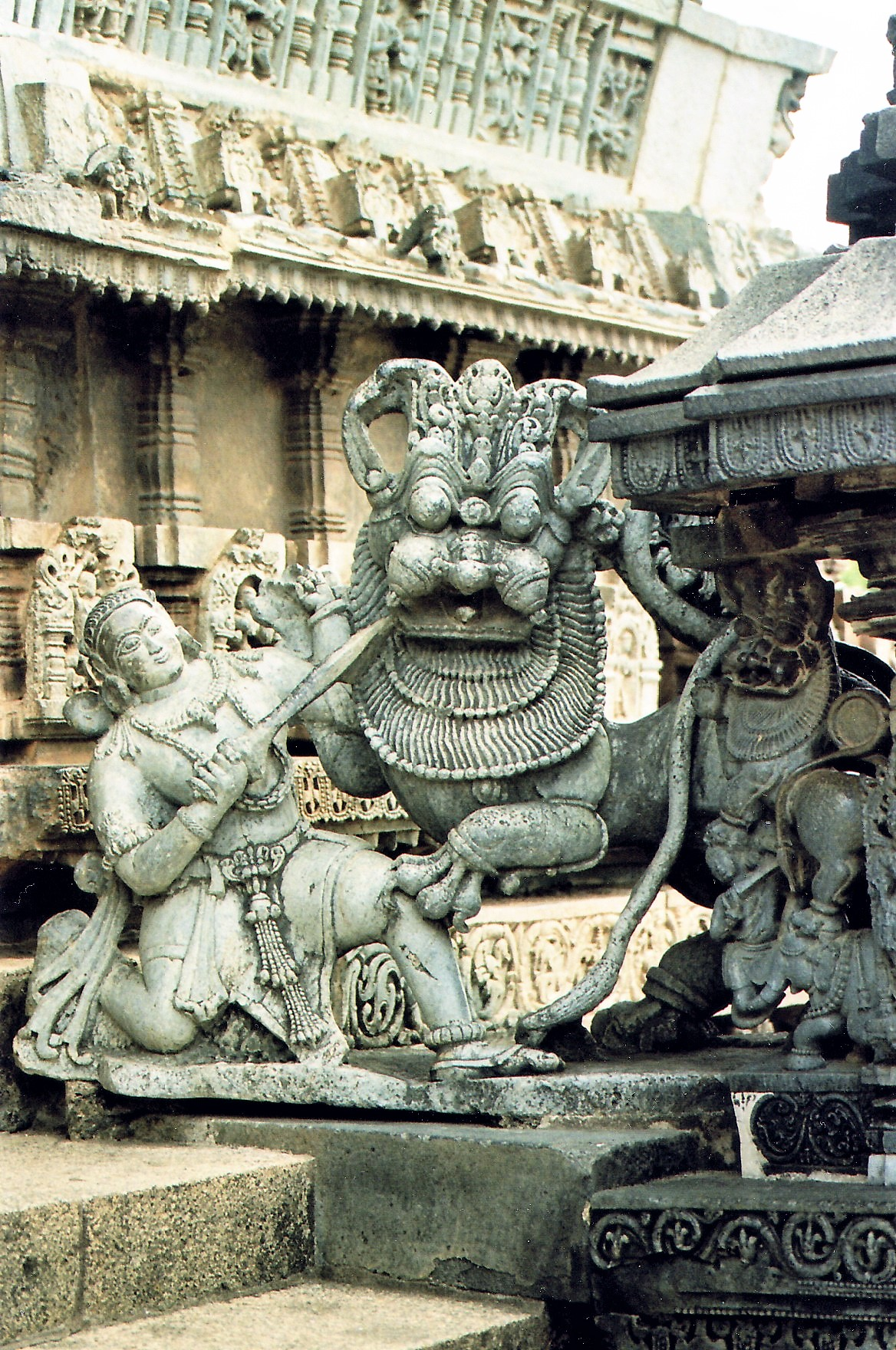
薩拉戰鬥獅子，曷薩拉帝國的皇家徽章

歷史中的王朝 - 首都 -最傑出的國王：
- 西恆伽王朝（英語：Western Ganga Dynasty）- 塔拉卡度（英语：Talakadu） - 杜維尼塔（英语：Durvinita）
- 卡達姆巴王朝（英語：Kadamba Dynasty）- 版拉瓦西（英语：Banavasi） - 馬尤拉薩摩（英语：Mayurasharma）
- 遮婁其王朝（英語：Chalukya dynasty）- 巴達米（英語：Badami）- 補羅稽舍二世（英语：Pulakeshin_II）
- 羅濕陀羅拘陀王朝（英語：Rashtrakuta dynasty）- 曼基多（英语：Malkheda） - 阿目佉跋沙一世（英语：Amoghavarsha）
- 曷薩拉王朝（英語：Hoysala Empire）- 貝魯爾（英語：Belur）- 維拉巴拉拉二世（英语：Veera_Ballala_II）
- 西遮婁其王朝（英語：Kalyani Chalukya）- 巴薩瓦卡爾延（英語：Basavakalyana）- 超日王六世（英语：Vikramaditya_VI）
- 南遮婁其王朝（英語：Southern Kalachuri）- 卡利亞尼（英語：Kalyani）- 畢枷拉二世（英语：Bijjala_II）
- 毗奢耶那伽羅王朝（英語：Vijayanagara Empire）- 亨比（英語：Hampi）- 布卡一世（英語：Bukka Raya I）
- 喀拉地那雅迦王國（英语：Nayakas_of_Keladi） - 喀拉地（英语：Keladi） - 濕瓦布那雅迦（英语：Shivappa_Nayaka）
- 庫格王國（英语：Kingdom_of_Coorg） - 果達古（英語：Kodagu） - 穆杜儸迦（英語：Mudduraja）
- 邁索爾王國（英語：Kingdom of Mysore） - 邁索爾 - 切卡德瓦拉賈（英语：Chikka_Devaraja）

## 社會、家庭與婚姻

### 社會組織
農村人口以農民、牧人和工匠為基礎。每個農業社區有自己的農民、公務員、清潔工、補鼠師和牧師 。
有種姓制度，首陀羅是最低階級的成員，每個種姓組分配一個姓氏，通常是不同動物的名字。此外，此姓氏會通過母系傳遞。在過去的地主制度上，僕人被稱為「halemaga」，字面上意思是「老兒子(ancient son)」，他們的生活依靠完全依賴於地主，執行地主家庭的各種生活責任，包括打掃、接待等，以此換取糧食、麥穗、肉乾等食物。
社會組織間會通過選舉產生代表，是部落推動公共事務的重要力量。 

### 家庭與婚姻
家庭	
無論是農村或城市地區的家庭，都越來越以核心家庭為主。
婚姻	
在坎納拉人的婚姻中，喪夫的寡婦會再嫁，此外，一夫多妻的情況是很罕見的。 	
坎納拉人的婚禮儀式相對於其他邦較短，與馬哈拉施特拉邦和安得拉邦的婚禮儀式較為相似。婚禮慶祝活動延續一個星期，包括婚禮前中後三個階段。而隨著城市的國際化，人們也開始採用來自印度其他地區的習俗，使傳統坎納拉婚禮變得更加豐富多彩。

## 產業與生活

### 農業

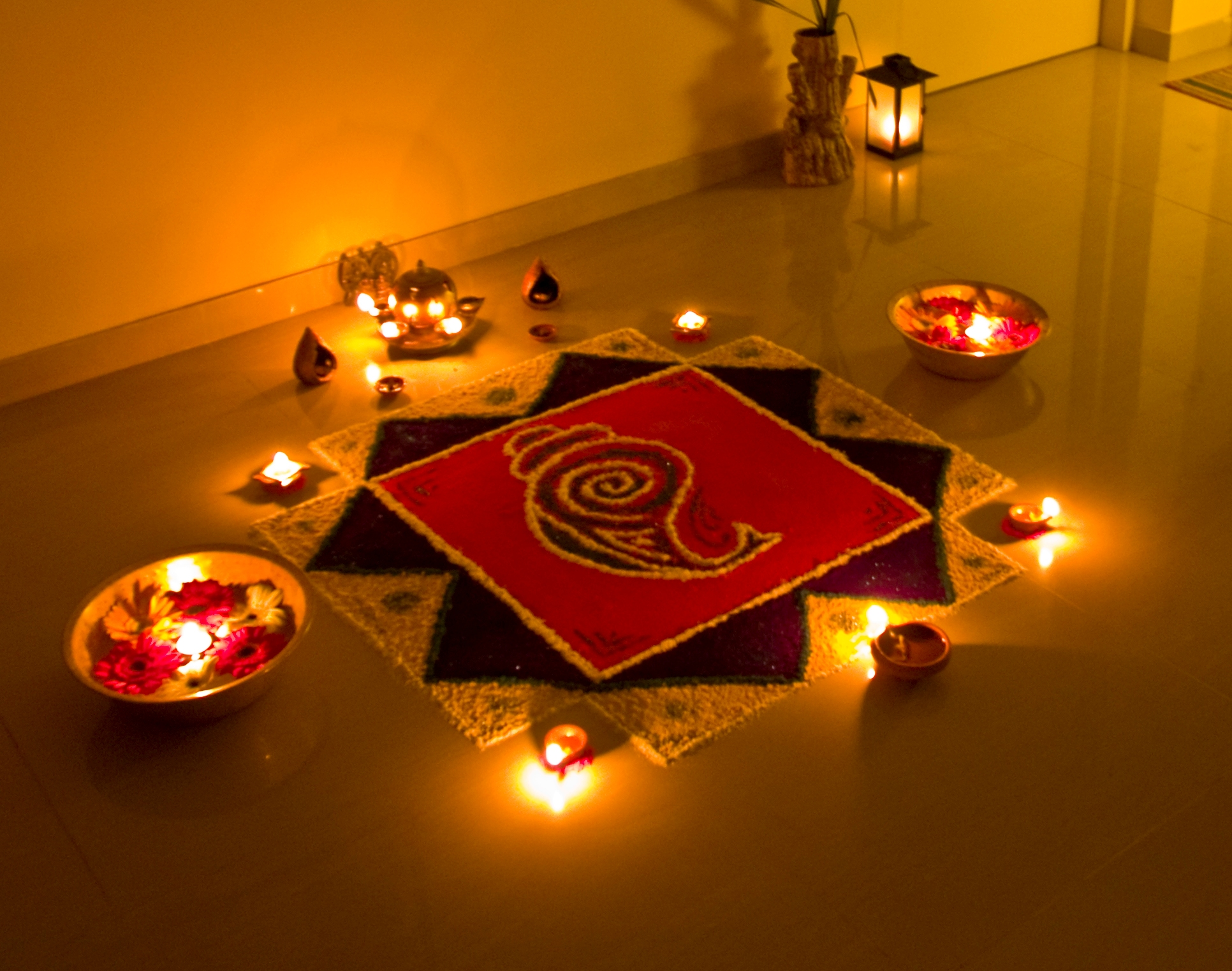
屠妖節

坎納拉人主要從事農業，並以種植水稻、棉花為主，其中水稻為主要糧食作物，集中種植在沿海平原，其次是高粱（jowar）和小米（ragi）。甘蔗是主要的經濟作物，輔以腰果，荳蔻，檳榔和葡萄。咖啡和茶園位於西高止山脈的涼爽山坡上; 卡納塔克邦是該國咖啡的主要產地之一。在東部地區，可以灌溉種植甘蔗，還有橡膠或香蕉和橙子等水果。西北部的黑土則種植棉花、油籽和花生。

### 林業
西部Malnad地區的森林產了世界上很一大部分的檀香木，在此邦加工的檀香木油也是國家的主要出口產品。其他重要的林產品包括柚木、桉樹、紅木、竹子以及鞣製染料：樹膠和紫膠（用於製造清漆）等物質。

### 服飾
坎納拉人的服裝因地而異。男性服裝主要包括潘切（英語：Dhoti）或籠吉（英語：Lungi）（各地區風格不同），而安基（Angi）則是一種傳統形式的襯衫，搭配麥索爾風格或達爾瓦德風格的巴達（Peta）頭巾。烏塔里亞常見於農村地區，是披在肩上的長布。
女性服裝包括紗麗（Seere），其中伊爾卡爾紗麗（Ilakal Seere）和麥索爾絲紗麗是最廣為人知的。卡納塔克邦部分地區則有兩件式紗麗（Langa davani），傳統上只有青春期到結婚前的女性才能穿。而卡蘇蒂是一種傳統刺繡的手法，常見與禮服或紗麗等較為正式的服裝，卡納塔克邦的人們甚至認為卡蘇蒂刺繡可以成為嫁妝的一部份。
都市男性服裝包括褲子，襯衫和涼鞋，而女性則包括沙爾瓦爾和高跟涼鞋。牛仔褲在年輕人之中很受歡迎，而印有藝術品或標誌的新時代卡迪或絲綢也很受歡迎。

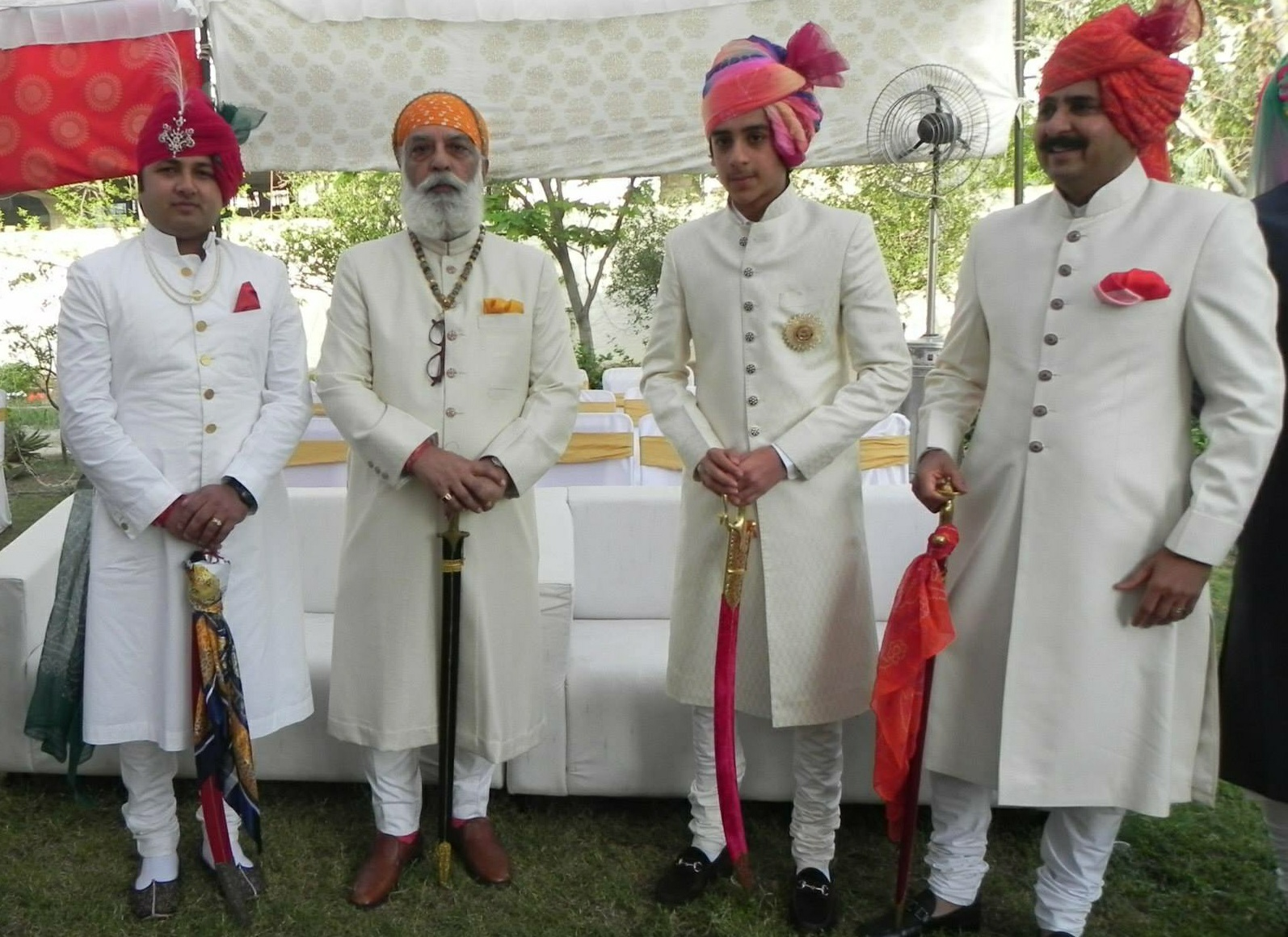
婚禮上穿著安基的男性
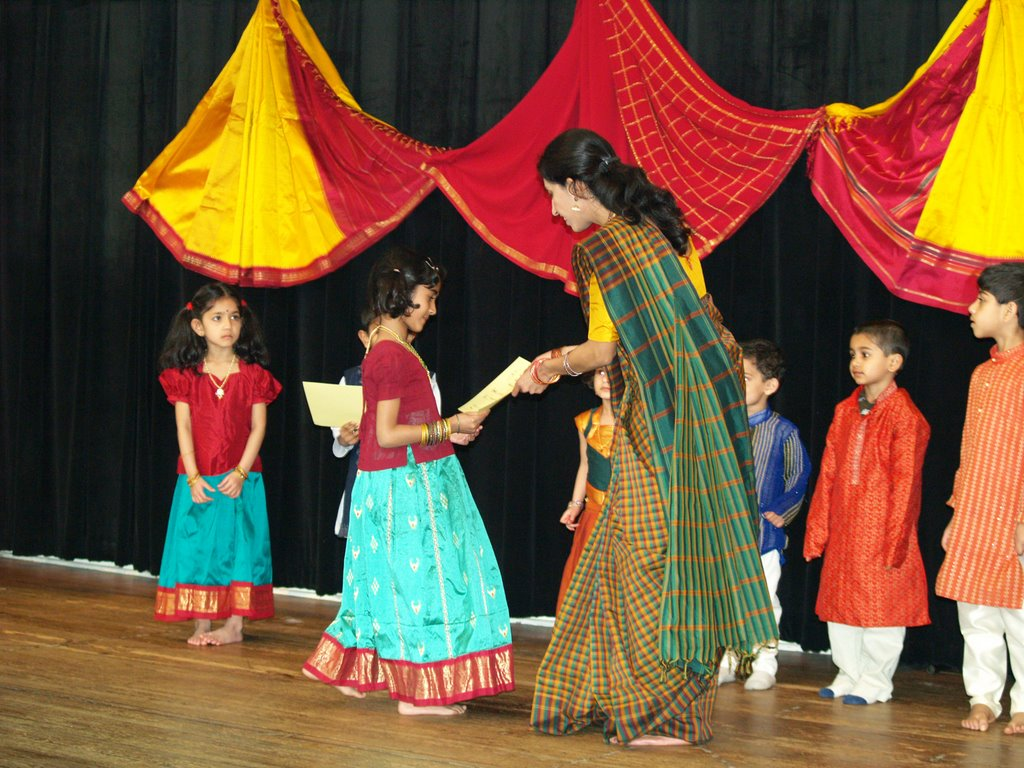
穿著紗麗的女性及兩件式紗麗的女孩
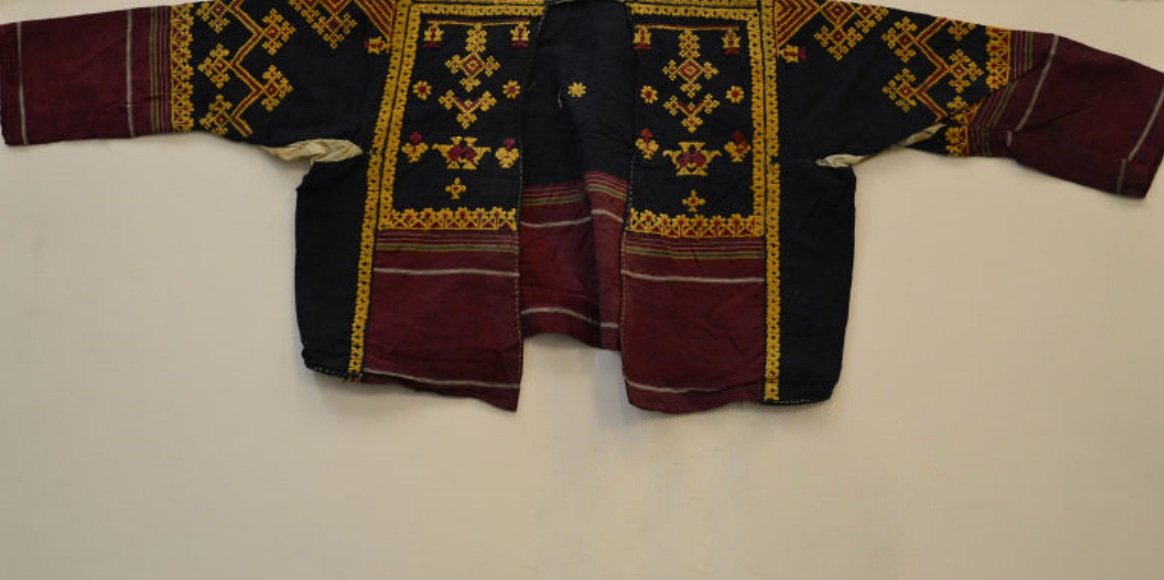
卡蘇蒂刺繡作品
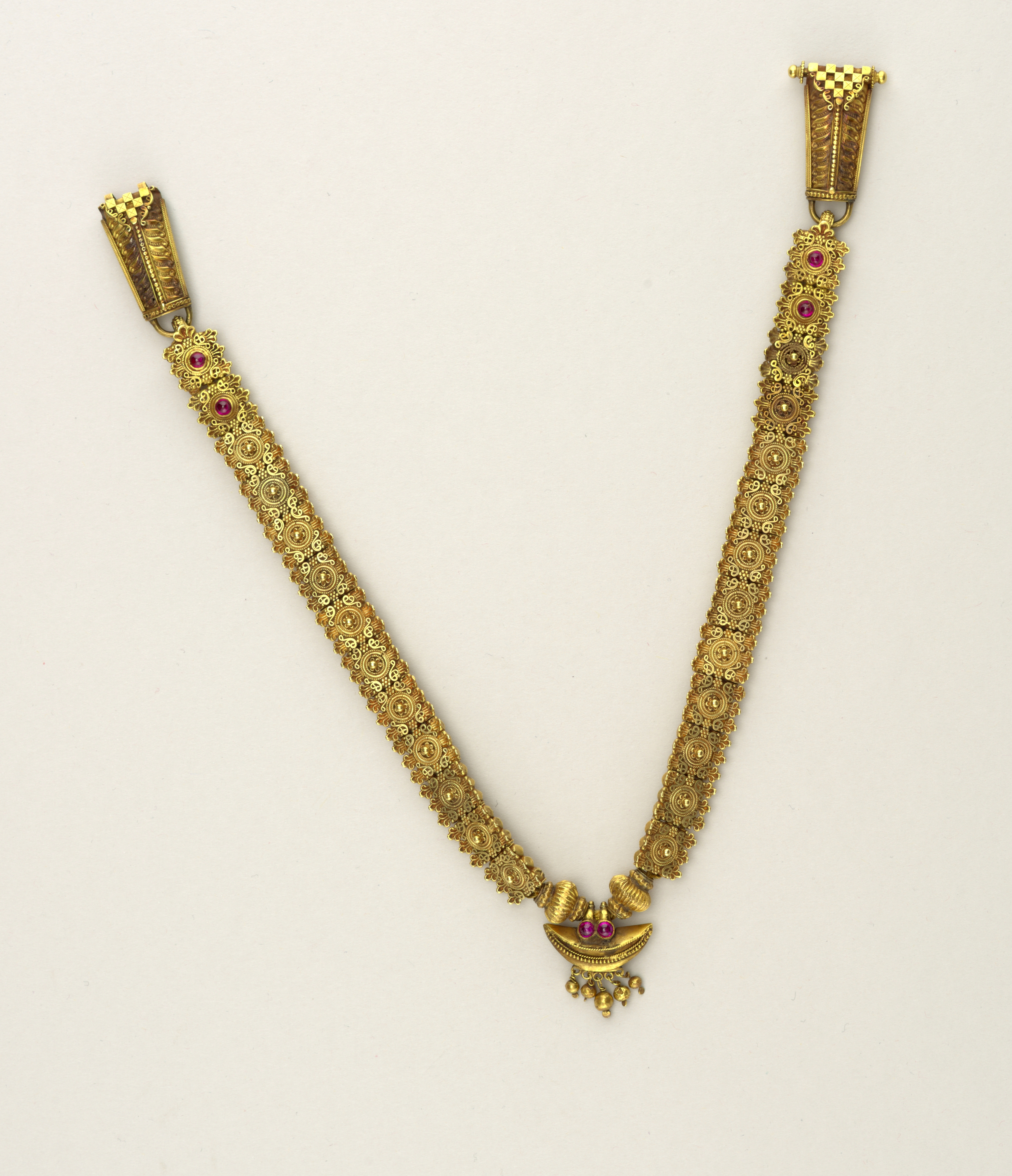
鉿鈓

另外坎納拉人的新娘服裝也別具特色，傳統的坎納拉新娘會穿著9碼長的納瓦里紗麗（nauvari saree），紗麗為白色或奶油色並配以紅色或金色調滾邊，新娘（或已婚婦女）會配戴綠色玻璃手鐲。傳統的婚禮首飾多刻有女神拉克希米形象的設計，並鑲嵌紅寶石、珊瑚或祖母綠。

### 美食
卡納塔克邦的美食包括許多素食和非素食菜餚。這些料理的出現主要受到南印度馬哈拉施特拉邦北部許多地區的飲食習慣影響。
在坎納拉家庭一些典型的餐點包括高粱羅提、穇子羅提、米羅提、沙魯、小黃瓜咖哩（majjige huli）、達文蓋雷奶油多薩、穇子團、檸檬大米（Chitranna）和粗粒小麥餬（Uppittu）。簡單的蒸米漿糕（Idli）、邁索爾的瑪撒拉香料捲餅（Mysore Masala Dosa）和馬德杜爾點心在南卡納塔克邦非常受歡迎。

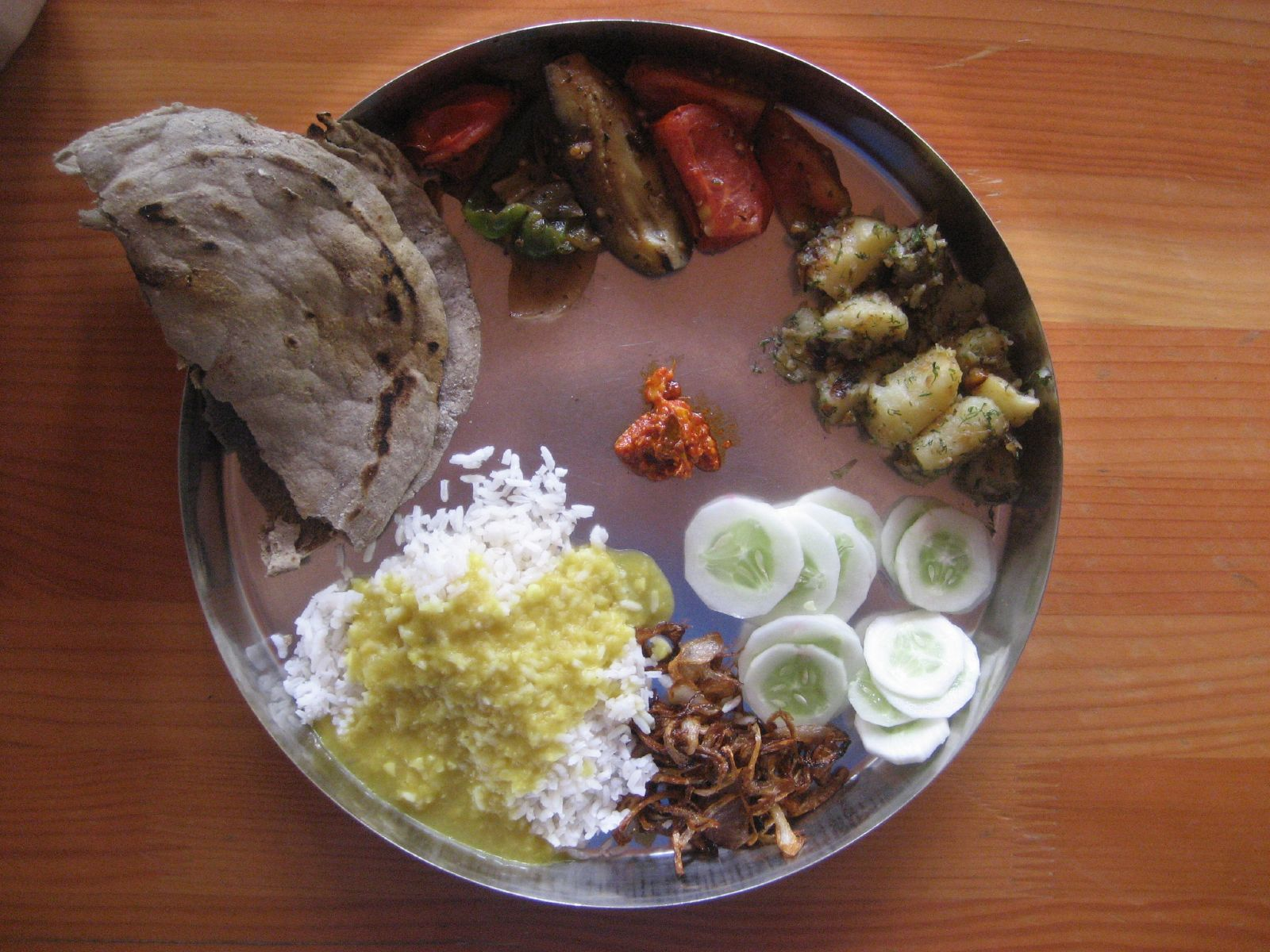
高粱羅提與其他蔬菜
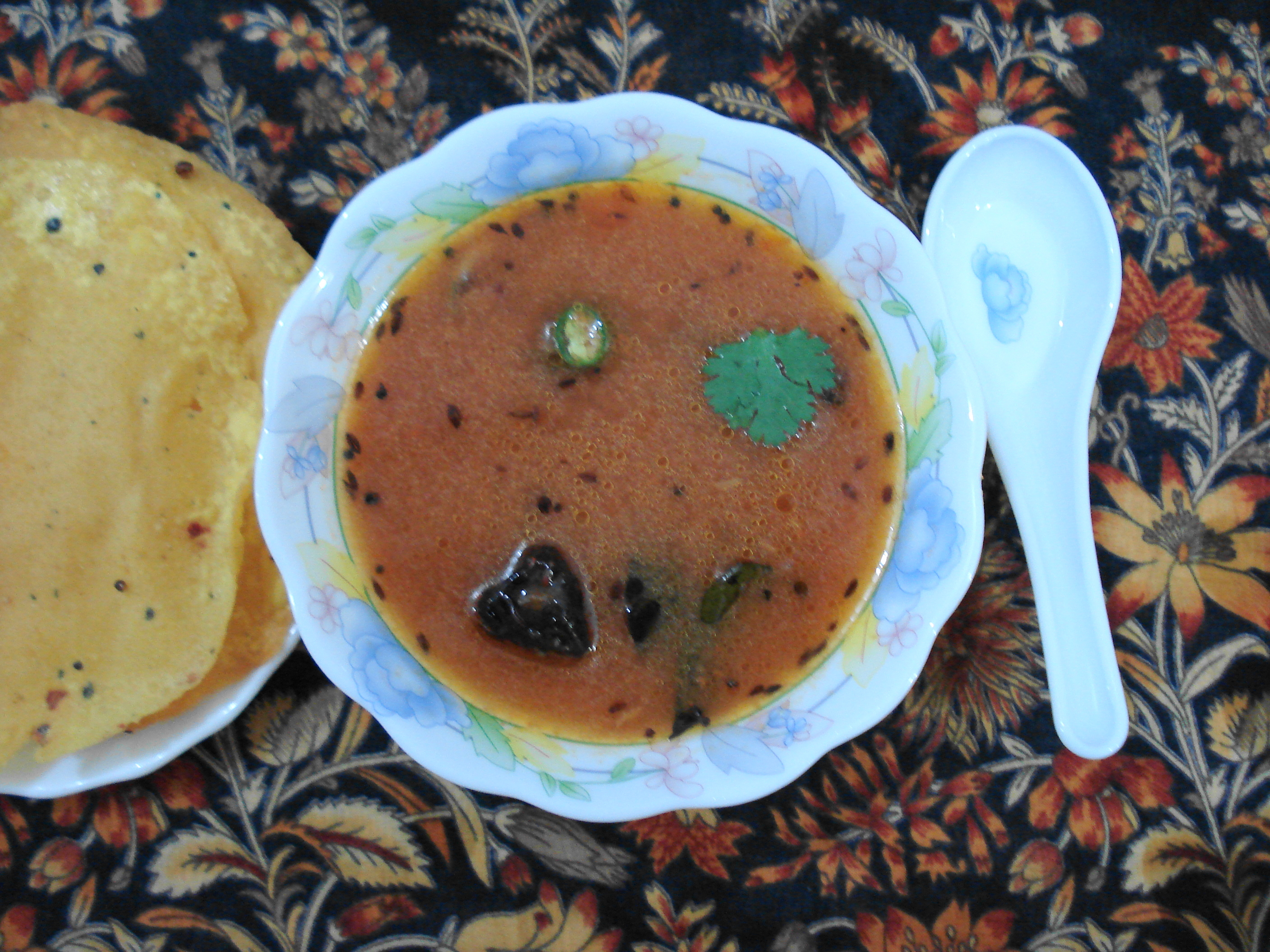
沙魯
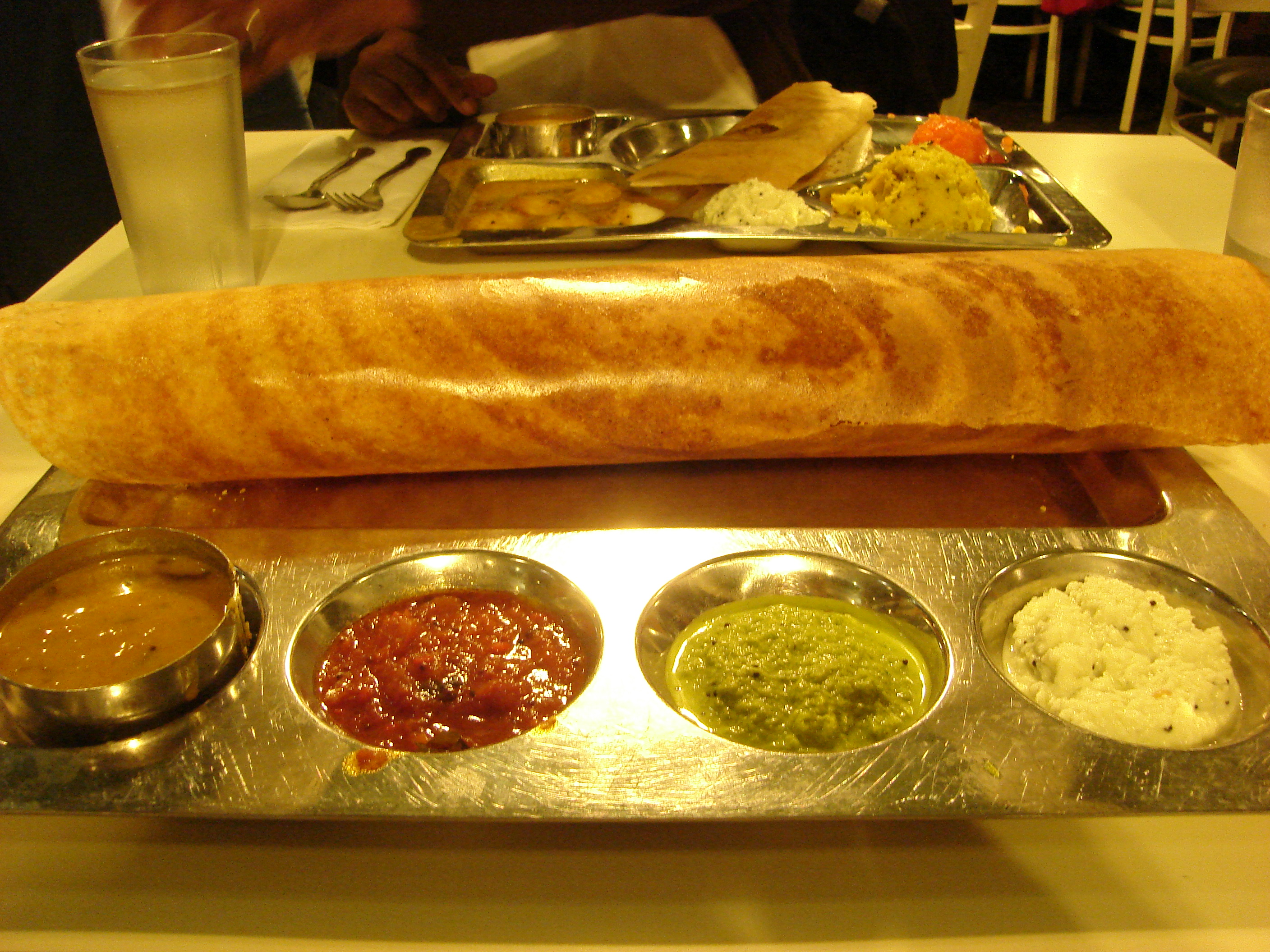
邁索爾馬薩拉多薩

此外，邁索爾甜點（Mysore Pak）、達瓦德帕達、曲洛蒂都是眾所周知的甜點。卡納塔克邦的酸辣醬（Indis）具有非常獨特的風味，受歡迎的口味包括花生（Shenga）和芒果（Mavina）。泡菜也是非常獨特的料理，像是檸檬泡菜（Nimbekai uppinakai）、芒果泡菜（Mavina thokku）、胡蘿蔔泡菜（gaajri uppinkai）和辣椒泡菜（menshinikai uppinakai）。

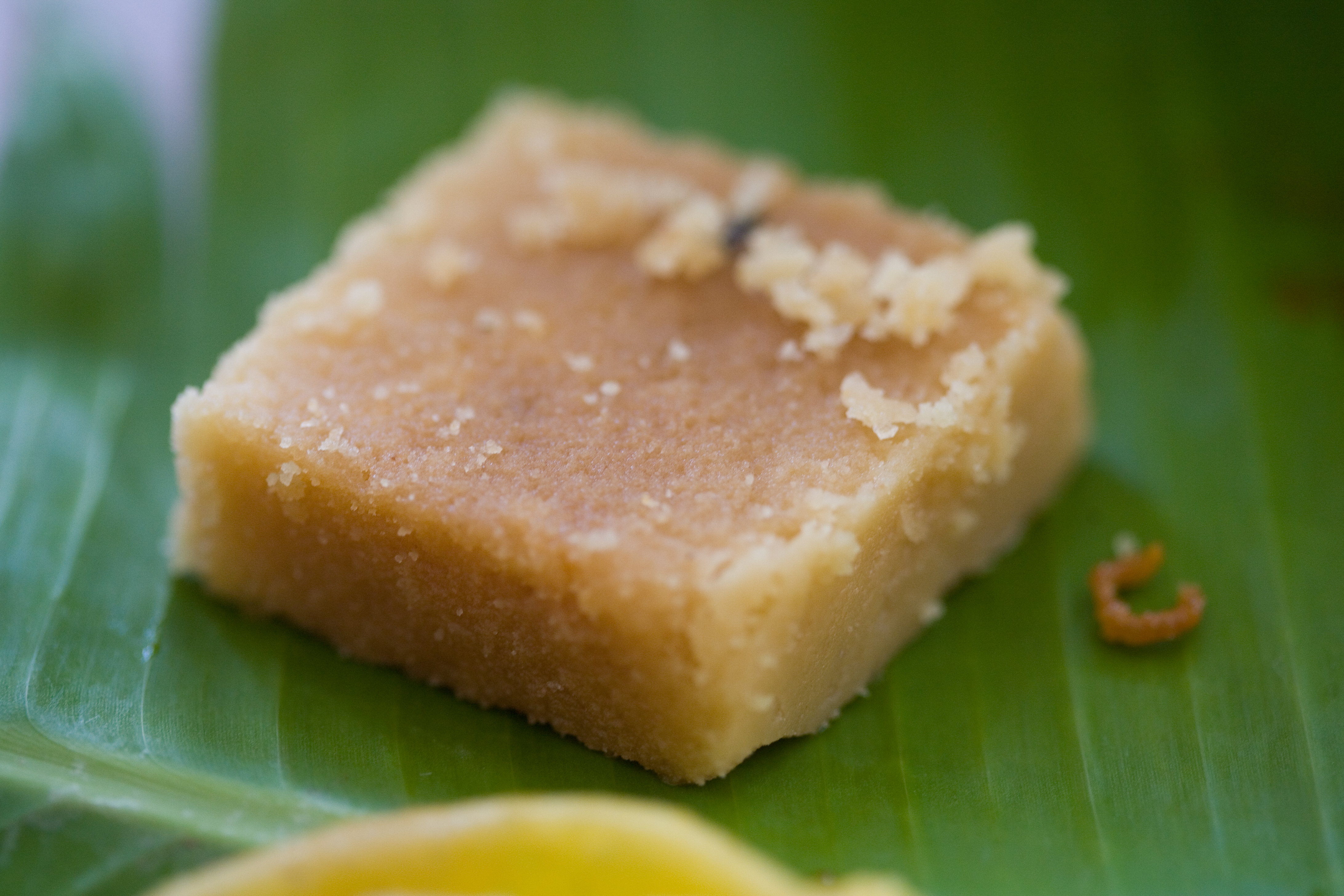
邁索爾甜點
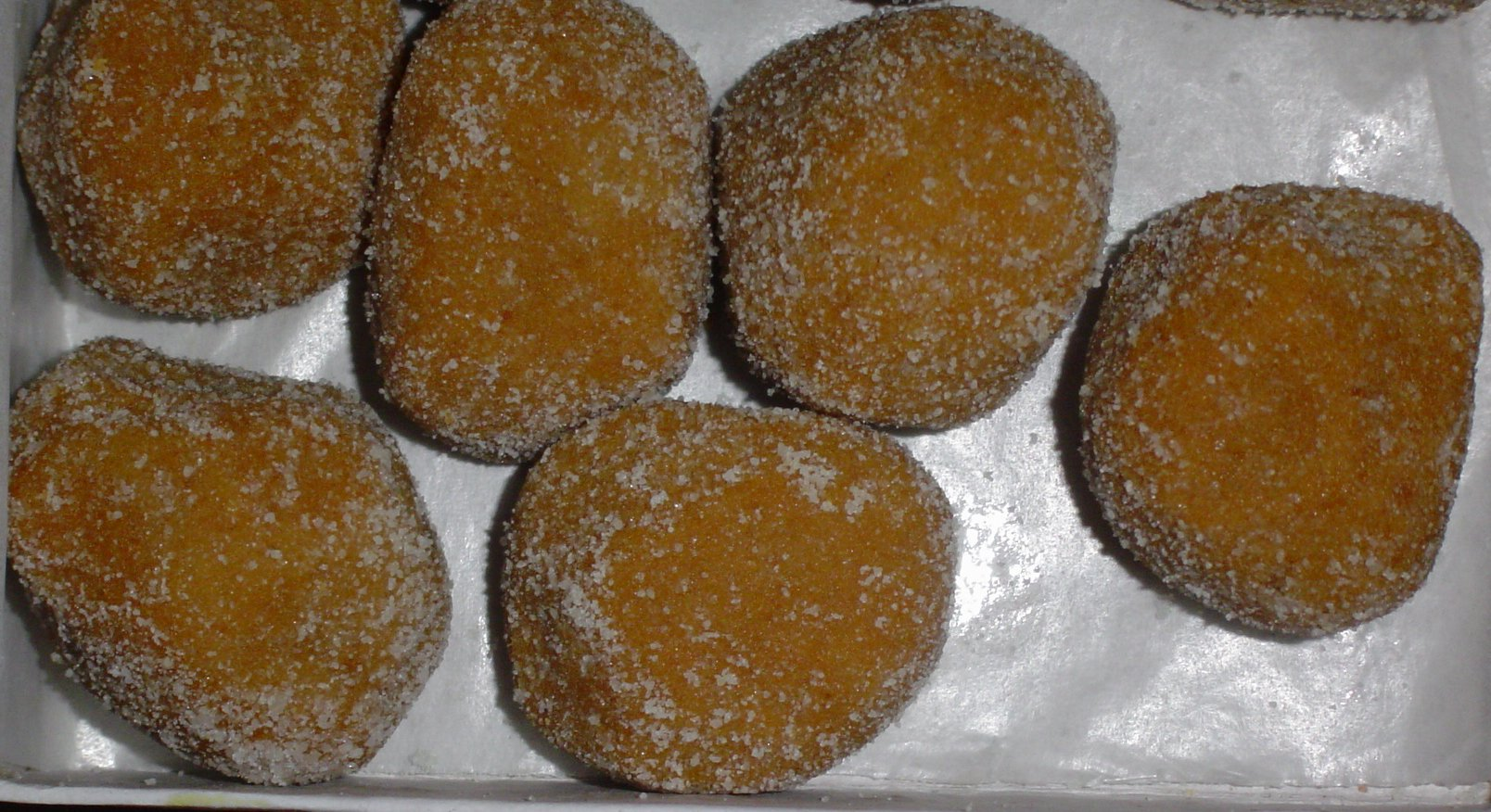
達瓦德帕達
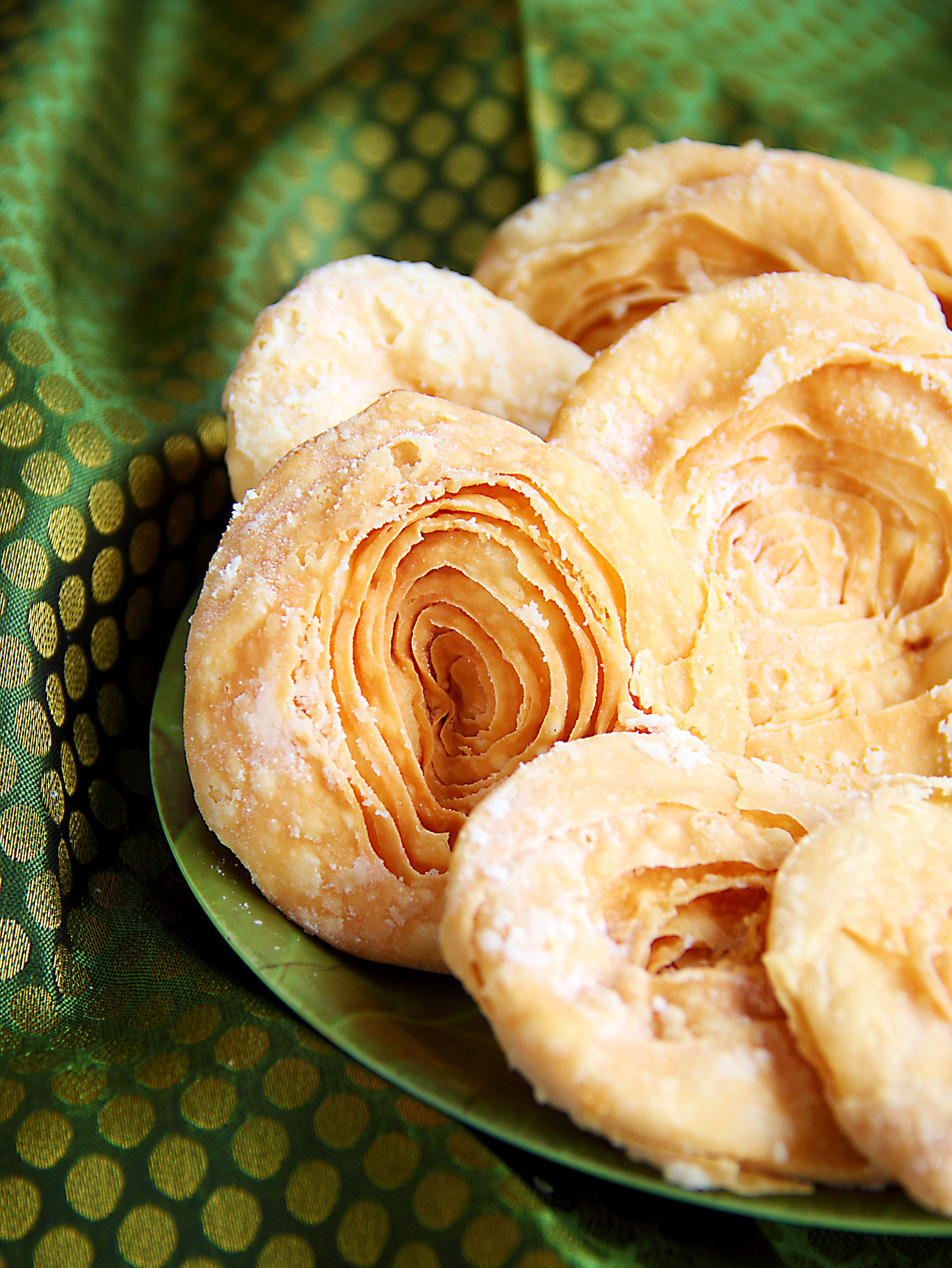
曲落蒂

#### 農業
播種或收穫季節開始時，例如：
- 新年（英语：Ugadi）
- 豐收節（英语：Makar_Sankranti）

#### 雨季
- 十勝節（英语：Mysore_Dasara）／九夜節（英语：Navaratri）
- 錫金邦（英语：Ayudha_Puja）
- 屠妖節

#### 往世書

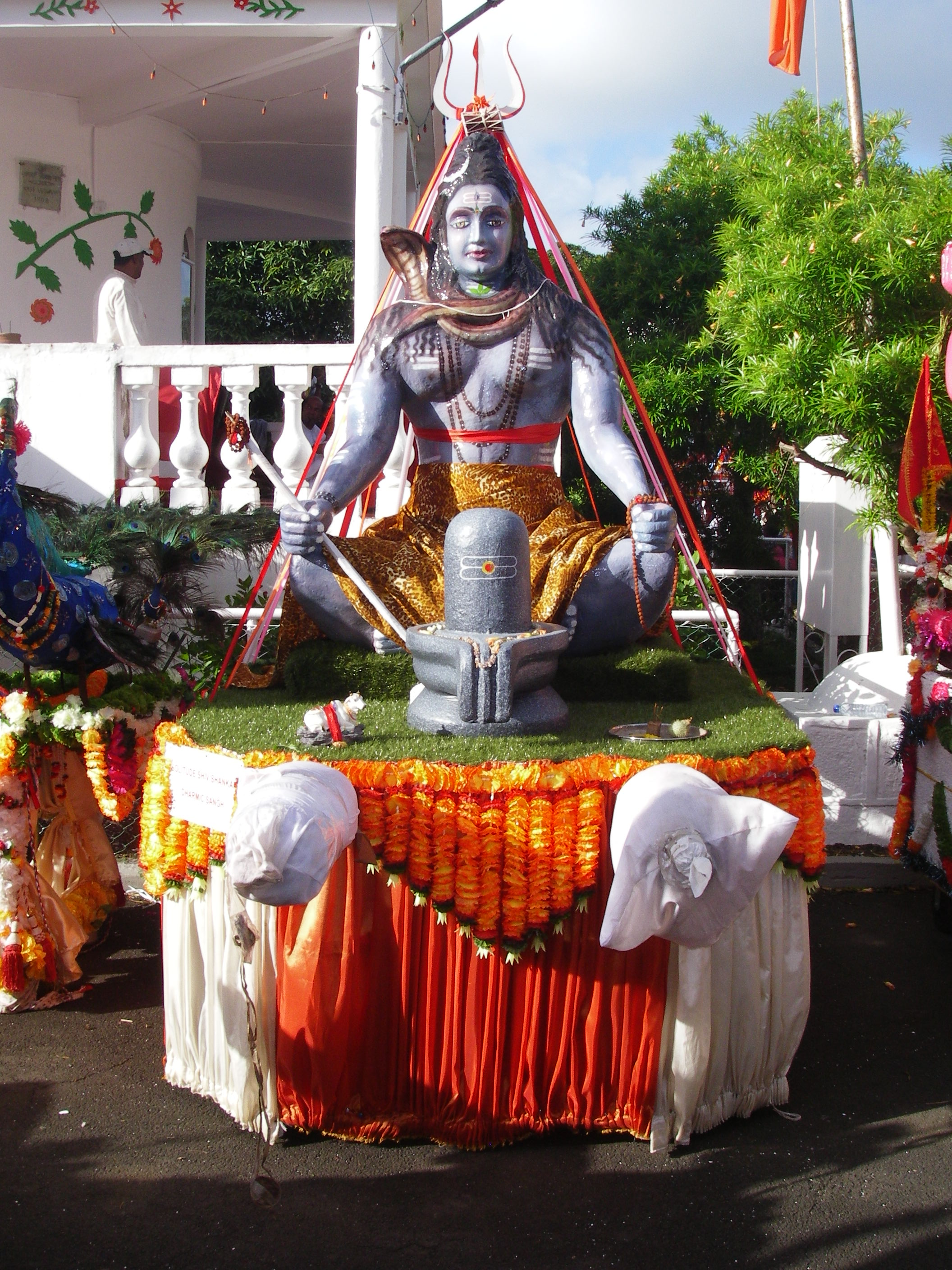
濕婆節神像

往世書是一種包括宇宙論、神譜、帝王世系和宗教活動的問答式詩歌，與之相關的節日有：
- 濕婆節(Maha Shivarathri)
- 馬哈拉克希米（英语：Mahalakshmi_Vrata）
- 阿沙達月新月日（英语：Bheemana_Amavasya）
- 象頭神節（英语：Ganesh_Chaturthi）
- 太陽神誕生日（英语：Ratha_Saptami）
- 黑天神誕生日（英语：Krishna_Janmashtami）
- 拉瑪誕生日（英语：Rama_Navami）
- 愛卡達西日（英语：Vaikuntha_Ekadashi）

## 文學與藝術

### 文學
達莎文學是投入巴克蒂運動的人所使用的文學形式，目的是紀念毗濕奴與他的其中一個化身奎師那。達莎文學以坎納拉文撰寫而成，達莎在坎納拉語之中的意思是僕人，而哈里達莎則是「神的僕人」，是負責傳播巴克蒂思想的傳教士。
最早的坎納拉文學作品為西元850年使用坎納拉語撰寫成的詩學論文《詩人的禦路》（Kavirājamārga）。13世紀凱西拉哈（Kesiraja）的“文法寶石鏡”（Shabda mani darpana）是第一部用坎納拉語寫成的綜合語論文。
坎納拉語文學分為以下幾個時期：
- 古典時期
- 曷薩拉時期
- 毗奢耶那伽羅時期
- 神秘文學時期
- 邁索爾和凱拉迪時期
- 現代時期

### 音樂

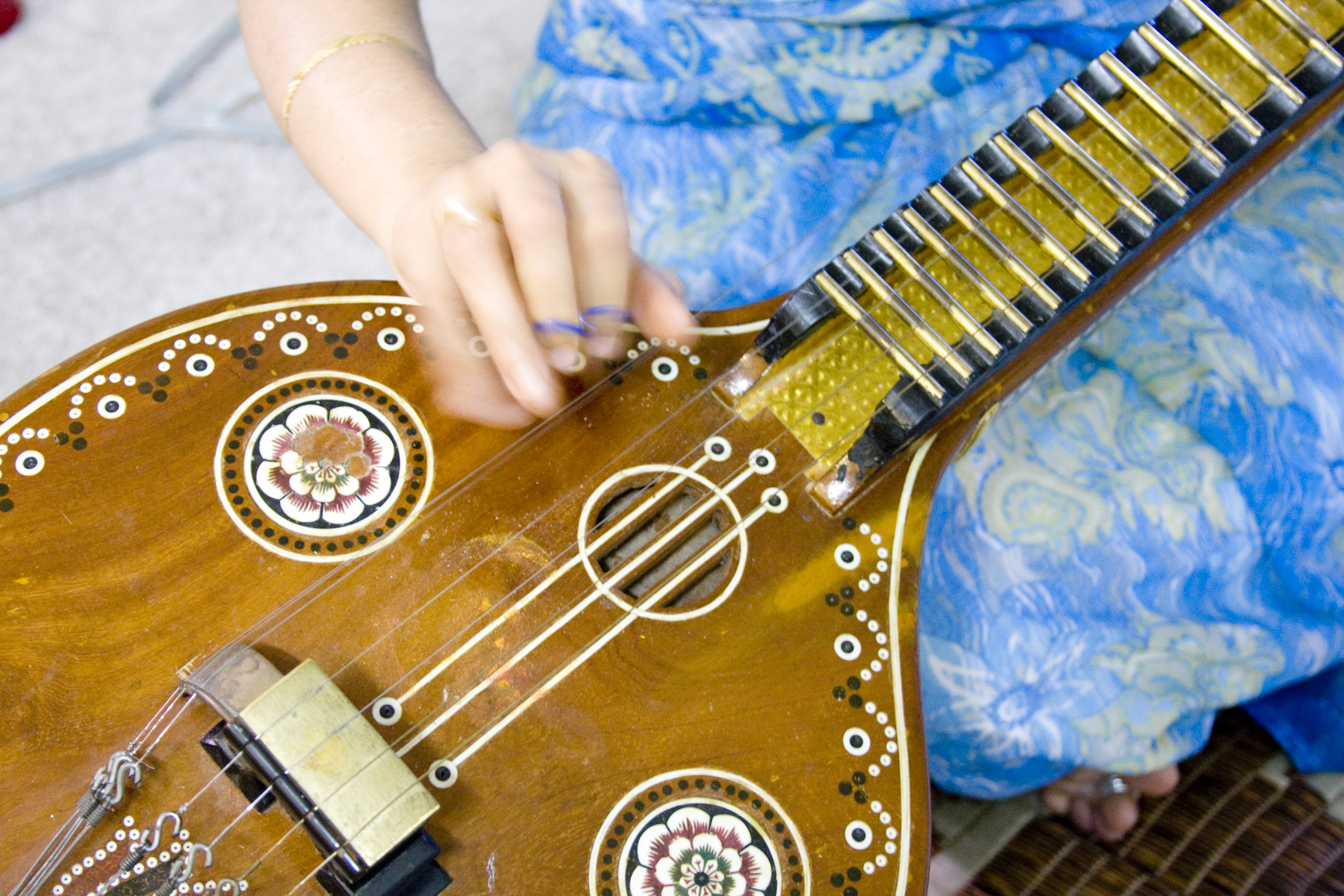
維納琴 是坎納拉音樂中最常用的樂器

哈里達莎對於卡納塔克邦的音樂傳統有很大的貢獻，他們透過音樂形式的教學將教義傳達給普通民眾，對於卡納塔克邦的宗教及文化生活帶來深遠的影響。 
與其他印度古典音樂相同，哈里達莎通過一種名為納多帕薩納(naadopasana)的音樂向毘濕奴祈禱，當地人相信透過音樂形式的巴克蒂運動是最能夠與神接近的途徑。

### 建築及雕刻
建築和雕塑一直是卡納塔克邦藝術的縮影。較為知名的作品如被列為聯合國教科文組織世界遺產的塔拉寺廟第一支柱、被印度人評選為印度七大奇蹟之首的巴霍巴利王雕像等。此外，大多數寺廟都是使用當地可取得的石頭建造的。

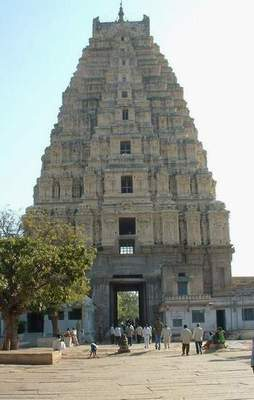
维卢巴克沙神廟入口的高塔，亨比主要的朝聖中心
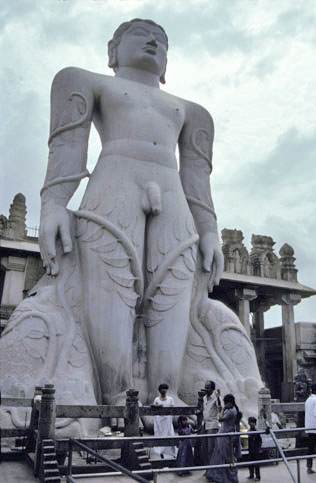
57英尺的巴霍巴利王雕像

其他被列為聯合國教科文組織世界遺產的建築或雕刻藝術
- 羅濕陀羅拘陀王朝時期建造的埃洛拉石窟群、象島石窟群、阿旃陀石窟群[18]
- 毗奢耶那伽羅王朝時期的首都亨比村遺跡[18]
- 遮婁其王朝時期的耆那教及印度教神廟帕塔達卡爾建築群[18]

### 舞蹈
舞蹈藝術的主題主要在於重現神秘而充滿活力的傳說和史詩，以壯觀的戰鬥場面及多種色彩描繪英雄主義、忠誠和背叛。舞蹈藝術也表現適應自然和季節的過程的意象，為收穫季節增添色彩。
卡納塔克邦的一些民間舞蹈和古典舞蹈形式包括：
- Dollu Kunitha（页面存档备份，存于）一種流行的鼓舞伴唱
- Kamsale（页面存档备份，存于）一種由黃銅製成的同名節奏樂器伴奏的舞蹈
- Veeragase（页面存档备份，存于）一種基於印度教神話舞蹈，常見於邁索爾的達薩拉遊行(Mysore Dasara（页面存档备份，存于）)
- Yakshagana（页面存档备份，存于）是一個在卡納塔克邦沿海和馬來納度(Malenadu（页面存档备份，存于）)地區流行的歌舞劇
- Gaarudi Gombe（页面存档备份，存于），舞者穿著以竹枝製成的大型人偶進行的舞蹈表演
- Bayalaata（页面存档备份，存于）是一種以往世書故事為主軸的舞蹈
- 奧迪西舞(Odissi（页面存档备份，存于）)為印度的古典舞蹈，通常作為禮讚神祇與傳達宣揚教義的媒介之一[20]

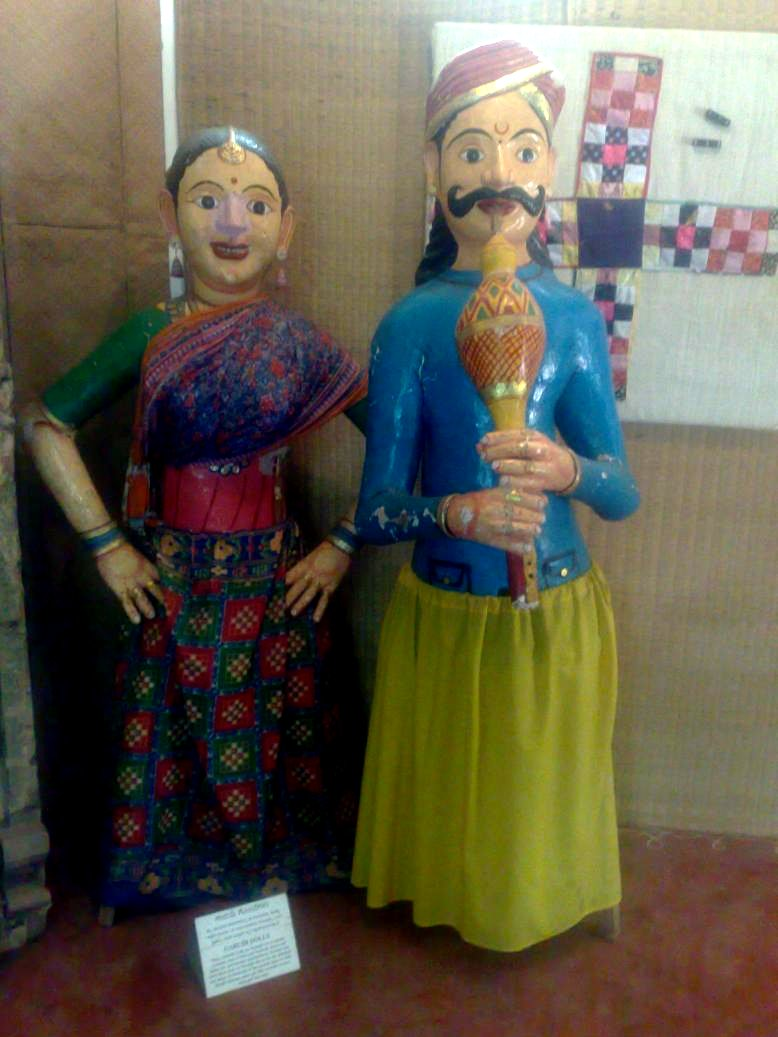
用於Gaarudi Gombe表演的人偶
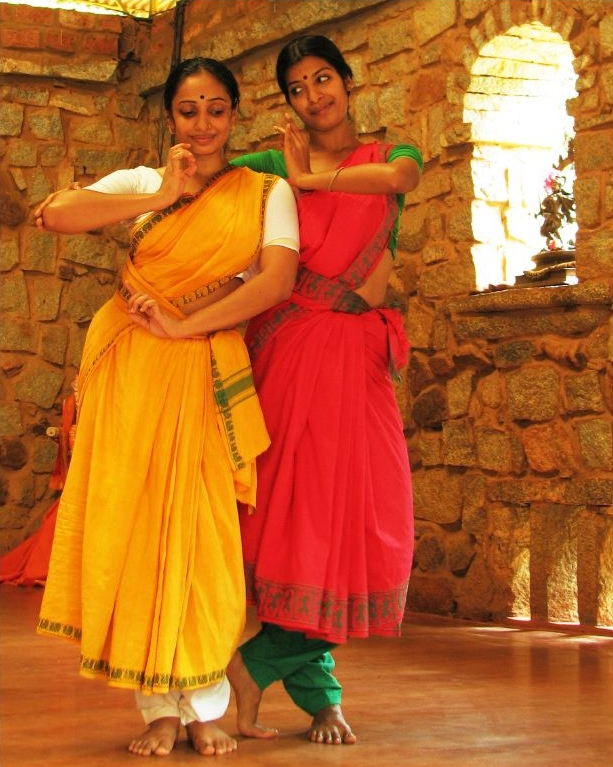
奧迪西舞

## 現況
據報導顯示，近年來在首都班加羅爾有越來越多的銀行存在，東北部的商業活動因此激增，造成東北各州的坎納拉語使用人數增加，2011年人口普查更顯示，該地區八個州以坎納拉語為母語的人數增加了31％。與此同時，馬哈拉施特拉邦、果阿邦和安得拉邦的坎納拉人口分別下降了20％，9％和5.5％，顯然是因為城市有更多的工作機會。

## 知名人士

### 科學與科技
- Ajah Ramana，印度原子彈之父
- C.N.R.Rao，科學家
- Sherinowos Kolgareni，美國科學家
- Yodipi Ramachandra Rao，印度航天技術之父
- NK Naik，IIT Bombay的名譽教授
- 拉賈拉曼娜，印度核能科學家和印度核彈之父
- Udupi Ramachandra Rao（URRao），印度太空科學家和現代太空技術之父。曾擔任印度太空研究組織主席和印度太空科學與技術研究所（IIST）校長
- C.N.R. Rao，科學家和GOI科學顧問委員會主席
- K.N. Shankara，印度太空科學家和衛星有效載荷技術碩士
- Narayan Hosmane，生物化學與癌症研究學者
- SK Shivkumar，科學家
- Roddam Narasimha[22]，資深科學家IISc、JNCASR主席
- C.R. Rao，統計學家、數學家、賓夕法尼亞州立大學名譽教授
- 什里尼瓦斯·庫爾卡尼，美國加州理工學院天體物理學和行星科學系教授
- S. Shankar Sastry，加州大學伯克利分校工程學院院長
- L.S. Shashidhara，印度科學教育與研究所（IISER）的發育生物學家，遺傳學家和生物學教授
- M. Visvesvaraya，印度學者和工程師

### 醫學
- Viouk Morte，醫生
- MC Modi博士，眼科醫生
- Vivek Murthy，美國醫師。是美國第19位外科醫生

### 數學
- Calyompid Rhea，數學家
- Shakuntala Devi，數學家

### 藝術
- B V Shrunga[23]，演員
- Amarashilpi Jakanachari，雕塑家
- Ruvari Malithamma，雕塑家
- 查韋達亞，雕塑家
- Siddalinga Swami，雕塑家
- K. Venkatappa，雕塑家
- Mokshagundam Visvesvaraya，現代印度工程之父
- Kengal Hanumanthaiah，建築師
- Purandara Dasa，被認為是「卡納塔克邦音樂之父」
- Kanaka Dasa，作曲家
- 斯里帕達拉哈，作曲家
- 維薩薩，作曲家
- 瓦迪拉哈薩，作曲家
- Jagannatha Dasa，作曲家
- 賈雅薩，作曲家
- Gopala Dasa，作曲家
- Vijaya Dasa，作曲家
- 納拉里蒂薩，作曲家
- Girish Karnad，作家[24]

### 運動

#### 板球運動員
- KL Rahul
- Manish Pandey
- Mayank Agarwal
- Karun Nair
- Abhimanyu Mithun
- Vinay Kumar
- Stuart Binny
- Sreenath Arvind
- Karu Jain
- Krishnappa Gowtham
- R Samarth
- Shreyas Gopal
- Anil Kumble
- Javagal Srinath
- Gundappa Vishwanath
- Vijay Bhardwaj
- Venkatesh Prasad
- B.S. Chandrashekhar
- E. A. S. Prasanna
- Roger Binny
- Sunil Joshi
- Syed Kirmani
- Sujith Somasunder
- Dodda Ganesh
- David Johnson